# Proteindesign

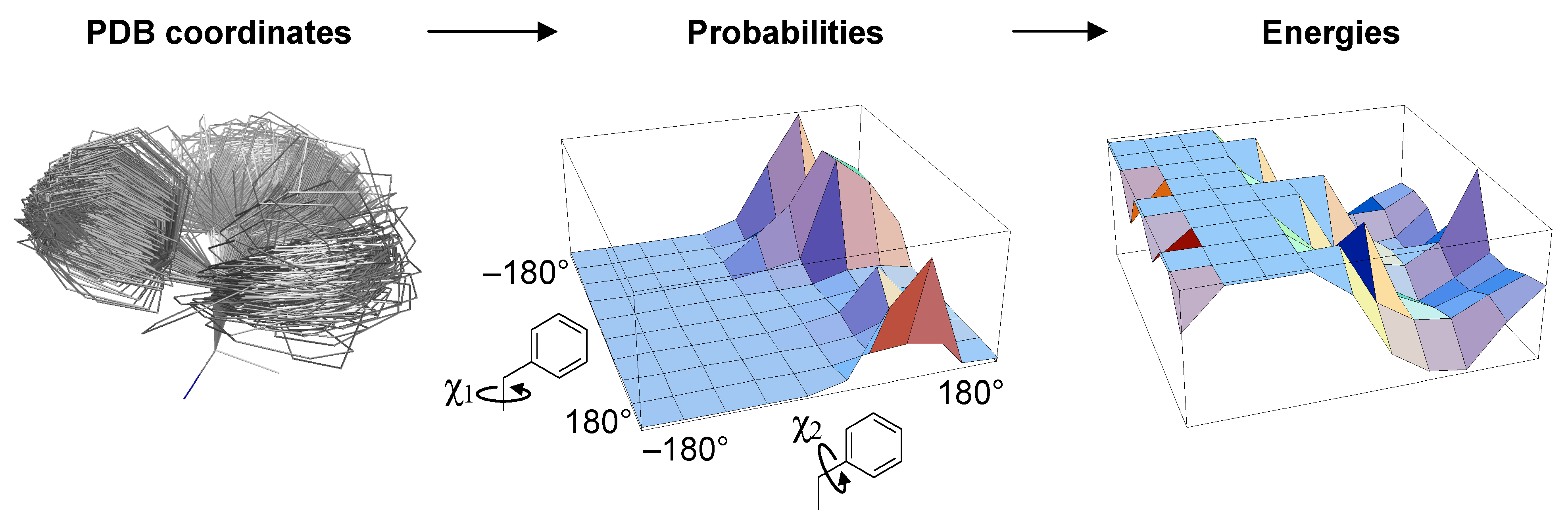
Energiepotentiale verschiedener Konfigurationen

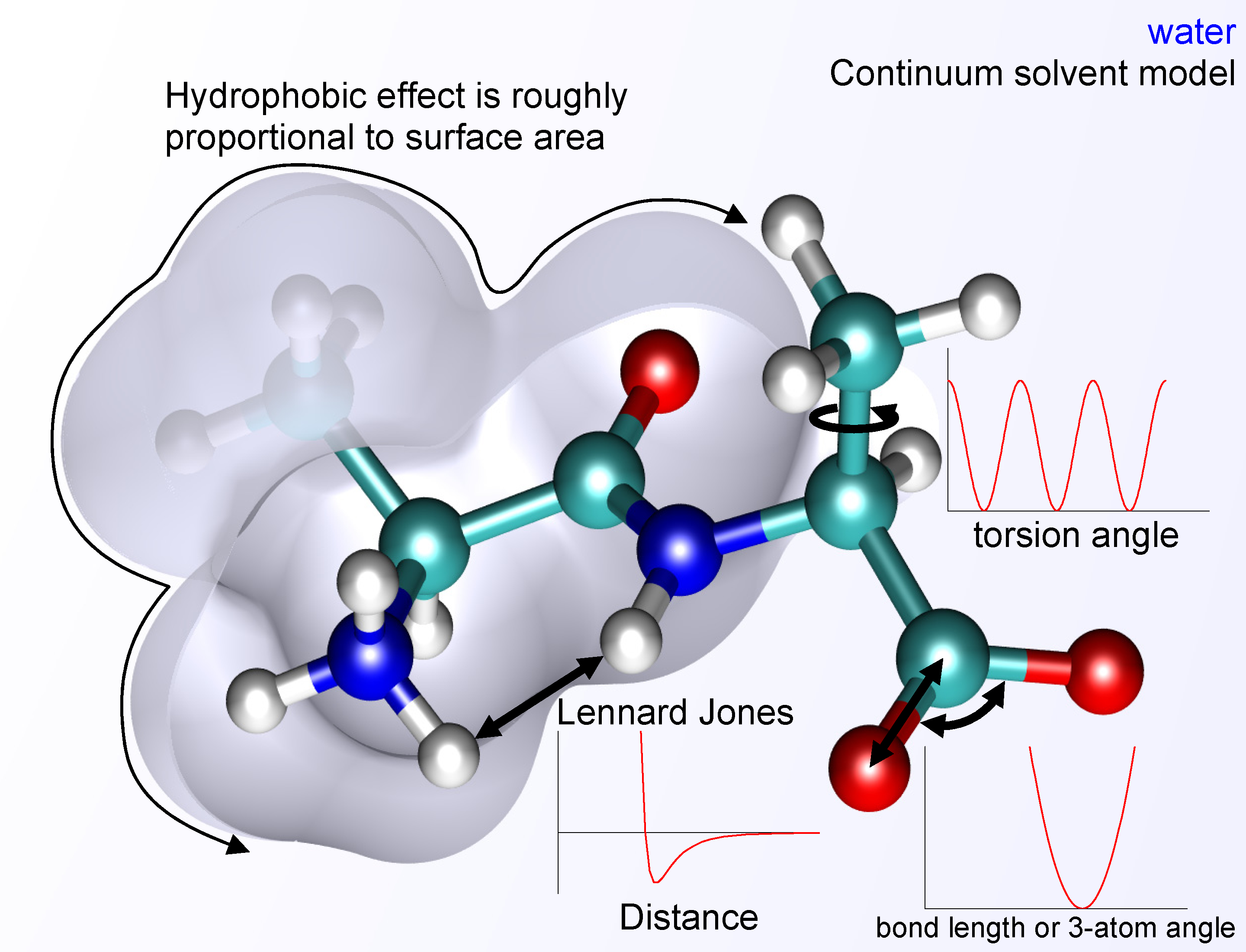
Energiepotentiale verschiedener Stoffgruppen

Das Proteindesign, synonym Proteinoptimierung oder rationales Proteindesign, bezeichnet die gezielte Anpassung der Eigenschaften von Proteinen durch Peptidsynthese, Gensynthese oder ortsspezifische Mutagenese der proteincodierenden DNA. Sie ist neben der zufällig entstehenden gerichteten Evolution eine der beiden Strategien des Protein-Engineering.

## Prinzip
Ziele des Proteindesigns sind Veränderungen von
- Expressionsmengen
- Bindungseigenschaften (z. B. Substrataffinität, Substratspezifität, Affinität zu anderen Bindungspartnern)
- katalytischen Eigenschaften (z. B. Stoffumsatz, Substratsättigung)
- toxischen Eigenschaften
- immunologischen Eigenschaften (z. B. Repetitive Epitope, MHC-Bindung, Konsensussequenzen verschiedener Stämme, Maskierung durch Glycosylierungen)
- die Lokalisation in einem Zellkompartiment
- im Falle von Inclusion Bodies die Löslichkeit
- Erhöhung der biologischen Halbwertszeit durch Minderung der Proteolyse und Erhöhung der Denaturierungs- und Thermostabilität

## Verfahren und Effekte
Die gezielte Veränderung rekombinanter Proteine kann zu Funktionsverlusten oder -gewinnen führen. Neben den gezielten Veränderungen an Protein werden zur Steigerung der Genexpression im Zuge eines Vektordesigns meistens auch DNA-Abschnitte außerhalb der proteincodierenden Sequenz verändert. Durch die Wahl eines für die jeweilige Art geeigneten Promotors, Enhancers und Terminators kann die Genexpression gesteigert werden. Weiterhin kann durch eine Shine-Dalgarno-Sequenz (bei Bakterien) oder eine Kozak-Sequenz (bei Eukaryoten) die Erkennung der mRNA am Ribosom verbessert und durch ein Polyadenylierungssignal am 3’-Ende und durch die Vermeidung von AUUUA-Sequenzen kann der vorzeitige Abbau der mRNA gemindert werden.

### Punktmutationen
Durch eine Codon-Optimierung kann die Expressionsrate gesteigert werden, indem nur diejenigen 20 Aminosäurecodons verwendet werden, die in der jeweiligen Art am stärksten exprimiert werden (siehe Codon Usage). Eine gehäufte Verwendung suboptimaler Codons ist dagegen eine Methode zur Attenuierung von viralen Lebendimpfstoffen. Neben den Codons können auch andere RNA-Sequenzen sich auf die Menge an gebildetem Protein auswirken und werden bei einer Codon-Optimierung mit einbezogen. Posttranslational modifizierbare Aminosäuren, wie sie in Glycosylierungs-, Phosphorylierungs-, Methylierungs-, Acetylierungs-, Sulfatierungs-, Myristylierungs-, Palmitoylierungs-, Farnesylierungs-, GPI-Anker- und Geranylgeranylierungsstellen vorkommen, können durch gezielte Punktmutationen in der DNA in das Protein eingeführt oder entfernt werden.
Durch die Veränderung eines katalytischen Zentrums, einer Substratbindungsstelle oder einer für eine Aktivierung notwendigen Bindungsstelle für andere Moleküle (z. B. bei Kofaktoren, temporären Protein-Protein-Interaktionen oder bei Proteinkomplexen) können kompetitive Inhibitoren erzeugt werden.
Die Biologische Halbwertszeit eines Proteins kann verlängert werden, in dem Peptidaseschnittstellen, PEST-Sequenzen und bestimmte N-terminale Aminosäuren aus der N-End Rule geändert werden.
Punktmutationen können auch über die Veränderung der Primärstruktur die Sekundär-, Tertiär- und Quartärstruktur beeinflussen, wie unter anderem über Disulfidbrücken-ausbildende Cysteine. α-Helices können durch rotationsflexible (Glycin), helixbildende (z. B. Alanin) und helixbrechende Aminosäuren (Prolin) modifiziert werden. Unübliche Aminosäuren können über die Verwendung eines erweiterten genetischen Codes eingeführt werden.

### Insertionen und Deletionen
Neue Proteindomänen und damit einhergehende Funktionen können durch leserasterkonforme Insertionen von DNA-Sequenzen (aus Multiplen von drei Nukleotiden) in ein Gen hinzugefügt werden, die entstehenden hybriden Proteine bezeichnet man als Fusionsproteine.
Gelegentlich werden zur Aufreinigung und zum Nachweis kurze leserasterkonforme DNA-Sequenzen hinter das Startcodon oder vor das Stopcodon des Gens eingefügt, welche als Protein-Tags bezeichnet werden.
Weitere übliche Insertionen sind flexible Verbindungen (engl. linker, zwischen zwei Proteindomänen eines Fusionsproteins), daneben auch Inteine, 2A-Peptide oder Protease-Erkennungssequenzen, die eine Abspaltung eines Teils des Proteins in vitro oder in vivo ermöglichen.
Transiente Insertionen können durch das Einfügen von Inteinen oder durch Verwendung des Cre-lox-Systems erzeugt werden.
Durch leserasterkonforme Deletionen von Multiplen von drei Nukleotiden können Eigenschaften entfernt werden. Dabei können gelegentlich auch andere Eigenschaften des Proteins in den Vordergrund treten, wie z. B. bei der Entfernung regulatorischer Domänen. Die Lokalisation in einem Zellkompartiment kann durch Hinzufügen oder Entfernen von Signalsequenzen verändert werden. Durch das Hinzufügen oder Entfernen einer Transmembrandomäne können lösliche Proteine und Membranproteine ineinander überführt werden. Bei einer Insertion von codierenden Sequenzen für zellpenetrierende Peptide kann der Zelleintritt eines Proteins erhöht werden.

### Multimerisierung
Durch Veränderung von viralen Kapsidproteinen oder durch multimerisierende Proteine können größere Proteinpartikel erzeugt werden.

### Stabilisierung
Verschiedene kleine Proteine (meist unter 200 Aminosäuren) werden als Gerüst zur Stabilisierung verwendet, z. B. Affibodies, Affimere, ankyrin repeat proteins (DARPins), Repebodies, Anticaline, Fibronectine und Kunitz-Proteindomänen. Cyclopeptide sind geschlossen ringförmige Peptide, die durch die Zyklisierung keine Enden aufweisen und eine größere biologische Halbwertszeit aufweisen. Durch Vernetzung können Proteine stabilisiert werden, z. B. bei einer Immobilisierung. Per Peptidsynthese erzeugte β-Peptide besitzen ein verlängertes Peptid-Rückgrat.

### Kopplung
Durch Vernetzungsmittel können z. B. zwei Proteine in vitro aneinander gekoppelt werden.

### Markierung
Im Zuge einer Markierung können verschiedene Signalmoleküle an ein Protein gehängt werden.

## Beispiele
Im beginnenden 21. Jahrhundert beschleunigte sich die Entwicklung des Proteindesigns durch den Einsatz der molekularen Modellierung am Computer. Beispiele für diese Entwicklung umfassen stereoselektive Katalysen, die Detektion von Ionen, und antivirale Eigenschaften.
Durch computergestützte Methoden wurde im Jahr 2003 eine neue, künstliche Proteinfaltung erzeugt (Top7), ebenso entstanden so auch Sensoren für unnatürliche Moleküle. Auch die Spezifität für Kofaktoren der Xylose-Reductase von Candida boidinii wurde von NADPH zu NADH geändert.
Dabei sind jedoch vermutlich nicht alle Proteinstrukturen per Proteindesign erhältlich, da manche Konfigurationen und Konformationen sich aus sterischen Gründen nicht ausbilden können. Ebenso existieren Software-basierte Grenzen der Veränderungsmöglichkeiten.

## Software
- IPRO verändert die Proteine zur Erhöhung der Affinität zu einem Substrat oder Kofaktor.[13] Dies wird durch mehrere zufällige Veränderungen des Proteinrückgrates im Bereich spezifischer Positionen zur Identifikation der niedrigsten Energiekombinationen der Rotamere und zur Bestimmung der Konfiguration mit der niedrigsten Energie bei einer gezielten Veränderung. Der iterative Herangehensweise erlaubt IPRO die additive Berechnung mehrerer Mutationen zur Optimierung der Substratspezifität oder Kofaktorbindung.
- EGAD: A Genetic Algorithm for protein Design.[14] Ein kostenloses Softwarepaket zum Proteindesign und zur Voraussage der Effekte von Mutationen bezüglich der Proteinfaltung und der Affinität. EGAD bezieht auch parallel mehrere Strukturen beim Entwurf von Bindestellen oder fixierten Konformationen. Daneben können auch bewegliche Liganden mit oder ohne rotierenden Bindungen berechnet werden. EGAD kann auch mit mehreren Prozessoren verwendet werden.

- RosettaDesign. Ein Softwarepaket, das kostenlos für den akademischen Gebrauch ist.[15][16][17] RosettaDesign ist über einen Webserver erhältlich.[18]
- Sharpen ist eine Open-Source Bibliothek zum Proteindesign und zur Strukturvorhersage.[19] SHARPEN bietet unterschiedliche kombinatorische Optimierungsmethoden (z. B. Monte Carlo, Simulierte Abkühlung, FASTER[20]) und bewertet die Proteine anhand des ‘’Rosetta all-atom force field" oder des ‘’molecular mechanics force fields’’ (OPLSaa). Daneben beinhaltet SHARPEN auch die Möglichkeit zur Berechnung mit mehreren Prozessoren.
- WHAT IF software. Eine Software zur Modellierung, zum Proteindesign, zur Validierung und zur Visualisierung von Proteinen.
- CheShift ist eine Software zur Validierung von Proteinstrukturen.
- Abalone ist eine Software zur Modellierung und Visualisierung.[21]
- ProtDes ist eine Software zum Proteindesign, basierend auf dem ‘’CHARMM molecular mechanics package‘‘.[22]